# Trésorier de l'Épargne
La charge de trésorier de l'Épargne a été instituée sous l'Ancien Régime en France par le roi François Ier par lettres patentes du 18 mars 1523 pour recevoir les revenus du domaine  royal et des impositions et contrôler les recettes et les dépenses de la monarchie. 

## Histoire
Le premier trésorier de l'Épargne est Philibert Babou (v. 1484-1557), époux d’une maîtresse du Roi, Marie Gaudin de La Bourdaisière. L'ordonnance royale qui le nomme précise : « Si voulons et entendons que chaque sepmaine ledit Trésorier de nostre Épargne nous rapporte ou à nostre Conseil les deniers reçus et baillez icelle sepmaine. »
Fait prisonnier à Pavie Babou se voit remplacé le 11 mai 1525 par Guillaume Prudhomme, général des finances de Normandie, sans doute nommé par la reine-régente, Louise de Savoie.
Une ordonnance du 7 février 1532 décide que le siège de l'Épargne sera établi au Palais du Louvre avec local approprié pour les coffres, dont les clefs seront détenues par le premier et le deuxième présidents de la Chambre des comptes.
Sont du ressort de l'Épargne :
- les décimes de 1523 demandées aux gens d'église ;
- la contribution accordée en 1521 par les villes franches pour la solde des troupes ;
- l'emprunt de 50 000 livres imposé aux détenteurs d’offices royaux ;
- les emprunts personnels de particuliers ;
- les produits d’aliénation du Domaine.

Relèvent du Trésor de l'Épargne : les receveurs des aides et les grènetiers (percepteurs de gabelle).
En 1664, l'office de trésorier de l'Épargne est supprimé par Colbert, et le Trésor de l'Épargne prend le nom de Trésor royal.